# Lucílio Batista
Lucílio Cardoso Cortez Batista (egyes weboldalakon Lucílio Cardoso Cortês Baptista) (Lisszabon, 1965. április 26. –) portugál nemzetközi labdarúgó-játékvezető.

## Pályafutása

### Nemzeti játékvezetés
Játékvezetésből 1983-ban vizsgázott, 1992-ben lett az I. Liga játékvezetője. Az aktív nemzeti játékvezetést 2010-ben befejezte.

### Nemzetközi játékvezetés
A Portugál labdarúgó-szövetség Játékvezető Bizottsága terjesztette fel nemzetközi játékvezetőnek, a Nemzetközi Labdarúgó-szövetség (FIFA) 1996-tól tartotta nyilván bírói keretében. A nemzetközi szövetségek (FIFA, UEFA) több nemzetközi válogatott mérkőzés levezetésével bízták meg. A portugál játékvezető-legenda, Vítor Melo Pereira visszavonulásáig azonban esélye sem volt arra, hogy komoly nemzetközi felnőtt tornán helyet kapjon. Egy-egy mérkőzésen mutatott gyengébb szakmai munkája miatt a FIFA az elit játékvezetők közül visszaminősítette a második csoportba. A portugál nemzetközi játékvezetők rangsorában, a világbajnokság-Európa-bajnokság sorrendjében a 2. helyet foglalja el 18 találkozó szolgálatával. Az UEFA által szervezett labdarúgó kupasorozatokban összesen 43 mérkőzést vezetett, amivel a 30. helyen áll. Az aktív nemzetközi játékvezetést 2010-ben, a FIFA 45 éves korhatárának elérésével hagyta abba. Vezetett Bajnokok Ligája-mérkőzéseinek száma 16, UEFA-kupa-mérkőzések száma 10.

#### Labdarúgó-világbajnokság

##### U17-es labdarúgó-világbajnokság
Trinidad és Tobago rendezte a 9., a 2001-es U17-es labdarúgó-világbajnokságot, ahol a FIFA JB hivatalnokként foglalkoztatta.

###### 2001-es U17-es labdarúgó-világbajnokság
| Időpont              | Helyszín                               | Mérkőzés típusa              | Mérkőzés              | Eredmény | Nézők száma |
| -------------------- | -------------------------------------- | ---------------------------- | --------------------- | -------- | ----------- |
| 2001. szeptember 16. | Dwight Yorke Stadion, Bacolet          | csoportmérkőzés (B. csoport) | Japán–Nigéria         | 0 : 4    | 7 500       |
| 2001. szeptember 24. | Manny Ramjohn Stadion, Marabella       | egyik negyeddöntő            | Argentína–Mali        | 2 : 1    | 8 000       |
| 2001. szeptember 30. | Hasely Crawford Stadion, Port of Spain | döntő                        | Franciaország–Nigéria | 3 : 0    | 20 790      |

---
Négy világbajnoki döntőhöz vezető úton Franciaországba a XVI., az 1998-as labdarúgó-világbajnokságra, Dél-Koreába és Japánba a XVII., a 2002-es labdarúgó-világbajnokságra, Németországba a XVIII., a 2006-os labdarúgó-világbajnokságra, illetve Dél-Afrikába a XIX., a 2010-es labdarúgó-világbajnokságra a FIFA JB bíróként alkalmazta.

##### 1998-as labdarúgó-világbajnokság

###### Selejtező mérkőzés
| Időpont             | Helyszín                     | Mérkőzés típusa           | Mérkőzés           | Eredmény | Nézők száma |
| ------------------- | ---------------------------- | ------------------------- | ------------------ | -------- | ----------- |
| 1997. június 8.     | Neftochimik Stadion, Burgasz | előselejtező (5. csoport) | Bulgária–Luxemburg | 4 : 0    | 20 000      |
| 1997. szeptember 6. | Žalgiris Stadion, Vilnius    | előselejtező (8. csoport) | Litvánia–Macedónia | 2 : 0    | 6 000       |

##### 2002-es labdarúgó-világbajnokság

###### Selejtező mérkőzés
| Időpont           | Helyszín                        | Mérkőzés típusa           | Mérkőzés            | Eredmény | Nézők száma |
| ----------------- | ------------------------------- | ------------------------- | ------------------- | -------- | ----------- |
| 2000. október 11. | Wojska Polskiego Stadion, Varsó | előselejtező (5. csoport) | Lengyelország–Wales | 0 : 0    | 10 067      |

##### 2006-os labdarúgó-világbajnokság

###### Selejtező mérkőzés
| Időpont            | Helyszín                           | Mérkőzés típusa           | Mérkőzés               | Eredmény | Nézők száma |
| ------------------ | ---------------------------------- | ------------------------- | ---------------------- | -------- | ----------- |
| 2004. október 9.   | Ernst Happel Stadion, Bécs         | előselejtező (6. csoport) | Ausztria–Lengyelország | 1 : 3    | 46 100      |
| 2004. november 17. | Şükrü Saraçoğlu Stadion, Isztambul | előselejtező (2. csoport) | Törökország–Ukrajna    | 0 : 3    | 52 000      |
| 2005. június 4.    | Laugardalsvöllur, Reykjavík        | előselejtező (8. csoport) | Izland–Magyarország    | 2 : 3    | 4 613       |

##### 2010-es labdarúgó-világbajnokság

###### Selejtező mérkőzés
| Időpont           | Helyszín                  | Mérkőzés típusa           | Mérkőzés                | Eredmény | Nézők száma |
| ----------------- | ------------------------- | ------------------------- | ----------------------- | -------- | ----------- |
| 2008. október 11. | AFG Stadion, Sankt Gallen | előselejtező (2. csoport) | Svájc–Lettország        | 2 : 1    | 18 026      |
| 2009. október 14. | GSP Stadion, Nicosia      | előselejtező (6. csoport) | Anglia–Fehéroroszország | 3 : 0    | 76 897      |

#### Labdarúgó-Európa-bajnokság

##### U16-os labdarúgó-Európa-bajnokság
Ausztria rendezte az 1996-os U16-os labdarúgó-Európa-bajnokságot, ahol az UEFA JB bemutatta a nemzetközi résztvevőknek.
---
Három európai-labdarúgó torna döntőjéhez vezető úton Belgiumba és Hollandiába a XI., a 2000-es labdarúgó-Európa-bajnokságra, Portugáliába a XII., a 2004-es labdarúgó-Európa-bajnokságra, valamint Ausztriába és Svájcba a XIII., a 2008-as labdarúgó-Európa-bajnokságra az UEFA JB játékvezetőként foglalkoztatta.

##### 2000-es labdarúgó-Európa-bajnokság

###### Selejtező mérkőzés
| Időpont         | Helyszín                 | Mérkőzés típusa           | Mérkőzés               | Eredmény | Nézők száma |
| --------------- | ------------------------ | ------------------------- | ---------------------- | -------- | ----------- |
| 1999. június 5. | Park Stadion, Koppenhága | előselejtező (1. csoport) | Dánia–Fehéroroszország | 1 : 0    | 24 876      |

##### 2004-es labdarúgó-Európa-bajnokság

###### Selejtező mérkőzés
| Időpont              | Helyszín                            | Mérkőzés típusa           | Mérkőzés                    | Eredmény | Nézők száma |
| -------------------- | ----------------------------------- | ------------------------- | --------------------------- | -------- | ----------- |
| 2002. szeptember 7.  | Koševo Stadion, Szarajevó           | előselejtező (2. csoport) | Bosznia-Hercegovina–Románia | 0 : 3    | 4 000       |
| 2003. április 2.     | Puskás Ferenc Stadion, Budapest     | előselejtező (4. csoport) | Magyarország–Svédország     | 1 : 2    | 28 000      |
| 2003. szeptember 10. | Toyota Stadion, Prága               | előselejtező (3. csoport) | Csehország–Hollandia        | 3 : 1    | 18 356      |
| 2003. október 11.    | Apostolos Nikolaidis Stadion, Athén | előselejtező (6. csoport) | Görögország–Észak-Írország  | 1 : 0    | 15 500      |
| 2003. november 15.   | Lokomotiv Stadion, Moszkva          | rájátszás                 | Oroszország–Wales           | 0 : 0    | 29 000      |

###### Európa-bajnoki mérkőzés
| Időpont          | Helyszín                             | Mérkőzés típusa              | Mérkőzés           | Eredmény | Nézők száma |
| ---------------- | ------------------------------------ | ---------------------------- | ------------------ | -------- | ----------- |
| 2004. június 13. | Dr. Magalhães Pessoa Stadion, Leiria | csoportmérkőzés (B. csoport) | Horvátország–Svájc | 0 : 0    | 24 090      |
| 2004. június 18. | Municipal Stadion, Braga             | csoportmérkőzés (C. csoport) | Dánia–Bulgária     | 0 : 2    | 24 131      |

##### 2008-as labdarúgó-Európa-bajnokság

###### Selejtező mérkőzés
| Időpont          | Helyszín                        | Mérkőzés típusa           | Mérkőzés             | Eredmény | Nézők száma |
| ---------------- | ------------------------------- | ------------------------- | -------------------- | -------- | ----------- |
| 2006. október 7. | GSP Stadion, Nicosia            | előselejtező (D. csoport) | Ciprus–Írország      | 5 : 2    | 7 000       |
| 2007. június 6.  | Abbé-Deschamps Stadion, Auxerre | előselejtező (B. csoport) | Franciaország–Grúzia | 1 : 0    | 21 000      |

#### Konföderációs kupa
Franciaországban rendezték a 6., a 2003-as konföderációs kupa labdarúgó tornát, ahol a FIFA JB birói szolgálatra alkalmazta.

##### 2003-as konföderációs kupa
| Időpont          | Helyszín              | Mérkőzés típusa              | Mérkőzés               | Eredmény | Nézők száma |
| ---------------- | --------------------- | ---------------------------- | ---------------------- | -------- | ----------- |
| 2003. június 18. | Gerland Stadion, Lyon | csoportmérkőzés (A. csoport) | Franciaország–Kolumbia | 1 : 0    | 38 541      |
| 2003. június 21. | Gerland Stadion, Lyon | csoportmérkőzés (B. csoport) | Brazília–USA           | 1 : 0    | 20 036      |

#### Nemzetközi kupamérkőzések

##### UEFA-bajnokok ligája
| Időpont             | Helyszín                         | Mérkőzés típusa                  | Mérkőzés                                 | Eredmény |
| ------------------- | -------------------------------- | -------------------------------- | ---------------------------------------- | -------- |
| 2002. augusztus 27. | Old Trafford Stadion, Manchester | selejtező (3. kör.- 2. mérkőzés) | Manchester United FC–Zalaegerszegi TE FC | 5 : 0    |